# كورت بيكارد
كورت بيكارد (بالإنجليزية: Kurt Pickard)‏ مواليد 14 مارس 1991 في نيوزيلندا، هو دراج نيوزلندي. شارك في دورة الألعاب الأولمبية الصيفية.

## روابط خارجية
- كورت بيكارد على موقع نتائج كأس العالم لسباقات دراجات (بي.أم.إكس) (الإنجليزية)
- كورت بيكارد على موقع اللجنة الأولمبية الدولية (الإنجليزية)
- كورت بيكارد على موقع أوليمبيديا (الإنجليزية)
- كورت بيكارد على موقع اللجنة الأولمبية النيوزيلندية (الإنجليزية)